# Type Dangerous
"Type Dangerous" é uma canção da cantora e compositora estadunidense Mariah Carey, lançada em 6 de junho de 2025, através da Gamma, como primeiro single do seu décimo sexto álbum de estúdio Here For It All, previsto para ser lançado em 26 de setembro de 2025.

## Antecedentes
"Type Dangerous" foi inicialmente divulgada por meio de um pequeno vídeo nas redes sociais de Carey, no qual ela ouvia uma faixa chamada "T:D_MC16.mp3" enquanto estava sentada em um carro com placa "MC16" — o que gerou especulações sobre seu décimo sexto álbum de estúdio. O single marca o primeiro grande lançamento solo de Carey desde seu álbum Caution (2018), e segue um período focado em promoções sazonais e edições de aniversário de seus trabalhos anteriores, incluindo uma recente reedição expandida de The Emancipation of Mimi, lançada em maio para comemorar o 20º aniversário do álbum. A canção, produzida por Carey, NWi e Daniel Moore, contém um sample do clássico "Eric B. Is President" (1987) de Eric B. & Rakim. Em um comunicado à imprensa, Carey expressou entusiasmo sobre o lançamento, chamando-o de início de um novo capítulo e observando que ela passou um tempo significativo no estúdio criando novo material.

## Composição
"Type Dangerous" contém um sample do clássico de hip hop de Eric B. & Rakim, "Eric B. Is President" (1987), combinando o groove icônico com uma produção baseada em percussão que mistura elementos de R&B, soul e pop. A faixa hip hop soul se apresenta com confiança enquanto Carey expressa atração por alguém que pode ser um problema — mas o tipo de pessoa que ela está disposta a abraçar.